# Paul Ricœur
Paul Ricœur (Valence, 1913. február 27. – Châtenay-Malabry, 2005. május 20.) francia filozófus.
Ricœurt az emberi akarat kérdése foglalkoztatta, amely jelenséget elsősorban a fenomenológia és a pszichoanalízis szemszögéből és módszereivel próbálta értelmezni. Vizsgálta megnyilvánulásának szimbólumait. Érdeklődési körébe tartozott továbbá az irodalmi alkotások nyelvi természete és annak következményei ill. a történelemtudomány alapfogalmai. Gondolkodására nagy befolyással volt Gabriel Marcel, Edmund Husserl, Karl Jaspers, Martin Heidegger és Sigmund Freud.

## Fiatal évei
Ricœur protestáns családban nőtt fel nagyszüleinél Bretagne-ban, mert édesanyja születésekor, apja pedig a háborúban hunyt el 1915-ben. Filozófiát tanult Rennesben és 1934/35-ben a Sorbonne egyetemen, itt megismerkedett Gabriel Marcel és Edmund Husserl fenomenológiájával. Az eredményes vizsga után megkapta a tanítási engedélyt és megházasodott, négy gyermeke született. 
Eleinte filozófiát oktatott Colmarban és Lorientben. 1939-ben be kellett vonulnia, de hamarosan hadifogoly lett Elő-Pomerániában. Itt szerencsés környezetbe került és lehetősége volt Karl Jaspers művét (Philosophie) tanulmányozni, illetve Edmund Husserl munkáját (Ideen) franciára lefordítani.

## Oktatói tevékenysége, munkássága
A háború után eleinte Le Chambon-sur-Lignonban tanított, itt készítette elő disszertációját is: Le volontaire et l’involontaire címmel, amely az akarat fenomenológiai elemzése. 1948 és 1957 között Strasbourgban tanított történelmet és filozófiát. 1950-ben a Sorbonne‑on doktorált, 1957-ben ott megkapta a filozófiai tanszék vezetését. 
Rendszeresen közölt írásokat az Esprit című lapban illetve több más keresztényi szellemű újságban. 1960-ban az akaratról szóló filozófiai művéhez két újabb kötetet fűzött hozzá Finitude et culpabilité (A bűn fenomenológiája) címmel. A második kötetben a bűn szimbólumait elemzi, a bűnbeesés különböző történeteit az eltérő kultúrákban. Előadásaiban ezek után Sigmund Freud műveivel foglalkozott és látogatta Jacques Lacan szemináriumait is. 1965-ben részletes elemzést írt Freud pszichológiájáról, ebben azonban egy szóval sem említette meg Lacant, aki csalódott barátjában, viszonyuk megromlott. 
1969-ben megjelent könyvében ( Le conflit des interprétations) a pszichoanalízissel, a strukturalizmussal és végül a filozófiai hermeneutikával, (Heidegger) ill. a teológiai hermeneutikával foglalkozik (Rudolf Bultmann). A strukturalizmust mint általános elméletet elutasítja, de hasznosnak tartja a strukturalista elemzést, hogy bizonyos felmerülő problémákat jobban meg lehessen érteni.

## Rektori kinevezése
1966-ban Ricœur Paris-Nanterre újonnan alapított egyetemén kezdett tanítani, 1969-ben az intézmény rektora lett. Hivataláról lemondott 1970-ben, amikor az állam korlátozta az egyetemi önkormányzatot az egyetemisták tömegtüntetései nyomán. Rövid ideig tanított a Leuveni Katolikus Egyetemen, majd a Chicagói Egyetemen tanszékvezető lett. Elődje Paul Tillich volt. 
Chicagói éveiben az angol és amerikai nyelvészettel foglalkozott. Ennek volt az eredménye az 1975-ben megjelent La métaphore vive című könyve (Az élő metafora), amelyben a metaforák költészetben betöltött szerepével, új jelentéseket teremtő erejével foglalkozik. 
1983-ban jelent meg a Temps et récit (Az idő és az elbeszélés) című műve. Ebben Arisztotelész Poétikájával, az idő fogalmával a történelemtudományban illetve a költészetben, az idő kezelésével, az idő értelmezésével foglalkozik, a közös vonásokat elemzi.

## Emeritálása után
Párizsban 1987-ben, Chicagóban 1990-ben emeritálták, ezután Ricœur történelemfilozófiai kérdésekkel foglalkozott a nyelv és a fenomenológia összefüggésében. Az emberről alkotott filozófiai összegzését 1990-ben jelentette meg mérföldköves elemzésében: Soi-même comme un autre (Önmagunk mint idegen). 2000-ben jelent meg a La Mémoire, l'Histoire, l'Oubli (Emlékezet, történelem, felejtés) című munkája az emlékezetről, az emlékezés kultúrájáról. Ebben történetírási, megismeréselméleti és fenomenológiai szempontból vizsgálja az emlékezés problémáját illetve annak összefüggését egy csoport kulturális emlékezetével. Végül halála előtt egy évvel megjelent még a Parcours de la reconnaissance (Az elismerés útjai) című munkája, amelyben az elismerést mint a társadalmi és szociális kapcsolatok alapját vizsgálja.
Paul Ricœur más történészekkel együtt, mint Reinhart Koselleck és Yosef Hayim Yerushalmi az elsők közé tartozik, akik a történelemtudományt kapcsolatba hozták az emlékezés kultúrájával. Életművéért számos díjjal tüntették ki. Megkapta a párizsi egyetem díszdoktori címét, a heidelbergi egyetem Karl Jaspers-díját, a tübingeni egyetem Dr. Leopold Lucas-díját és az elismert Kiotó-díjat. 1999-ben megkapta a Balzan-díjat.

## Magyarul megjelent művei
- A kinyilatkoztatás eszméjének hermeneutikai megalapozása; ford. Bogárdi Szabó István, Mártonffy Marcell; Hermeneutikai Kutatóközpont, Budapest, 1995 (Hermeneutikai füzetek)
- Fenomenológia és hermeneutika; összeáll., ford., tan., jegyz. Mezei Balázs; Kossuth, Budapest, 1997
- A hermeneutika elmélete. Tanulmányok. Auerbach, Palmer, Ricoeur, Hirsch, Szondi, Frye, Kermode – szöveggyűjtemény; vál., szerk. Fabiny Tibor, ford. Angyalosi Gergely et al.; JATEPress, Szeged, 1998 (Ikonológia és műértelmezés)
- Válogatott irodalomelméleti tanulmányok; vál., szerk., utószó Szegedy-Maszák Mihály, ford. Angyalosi Gergely et al.; Osiris, Budapest, 1999 (Osiris könyvtár. Irodalomelmélet)
- Jean-Pierre Changeux–Paul Ricoeurː A természet és a szabályok; ford. Pléh Csaba; Osiris, Budapest, 2001 (Osiris könyvtár. Pszichológia)
- Közösségelvű politikai filozófiák. Alasdair Chalmers Macintyre, Paul Ricoeur, Michael J. Sandel, Charles Margrave Taylor, Michael Walzer; szerk. Horkay Hörcher Ferenc; Századvég, Budapest, 2002
- Paul Ricoeur–André Lacocqueː Bibliai gondolkodás; ford. Enyedi Jenő; Európa, Budapest, 2003
- Az élő metafora; ford. Földes Györgyi; Osiris, Budapest, 2006
- A diszkurzus hermeneutikája. Paul Ricoeur válogatott tanulmányai; vál., ford., szerk. Kovács Gábor; Argumentum, Budapest, 2010 (Diszkurzívák)
- Fejezetek a francia irodalomelmélet történetéből. Barthes, Brunel, Genette, Poulet, Ricoeur; vál., szerk. Szávai Dorottya, ford. Ádám Anikó et al.; Kijárat, Budapest, 2007 (Spatium)
- Egészen a halálig / Töredékek; ford. Bende József; Bencés, Pannonhalma, 2011
- Vallás, ateizmus, hit; ford. Angyalosi Gergely et al., tan. Jeney Éva et al.; KRE–L'Harmattan, Budapest, 2023 (Rezonőr)